# District de Bijapur (Karnataka)
Pour les articles homonymes, voir District de Bijapur.
Le  district de Bijapur  est un des 30 districts de l'État du Karnataka dans le Sud de  l'Inde.

## Histoire

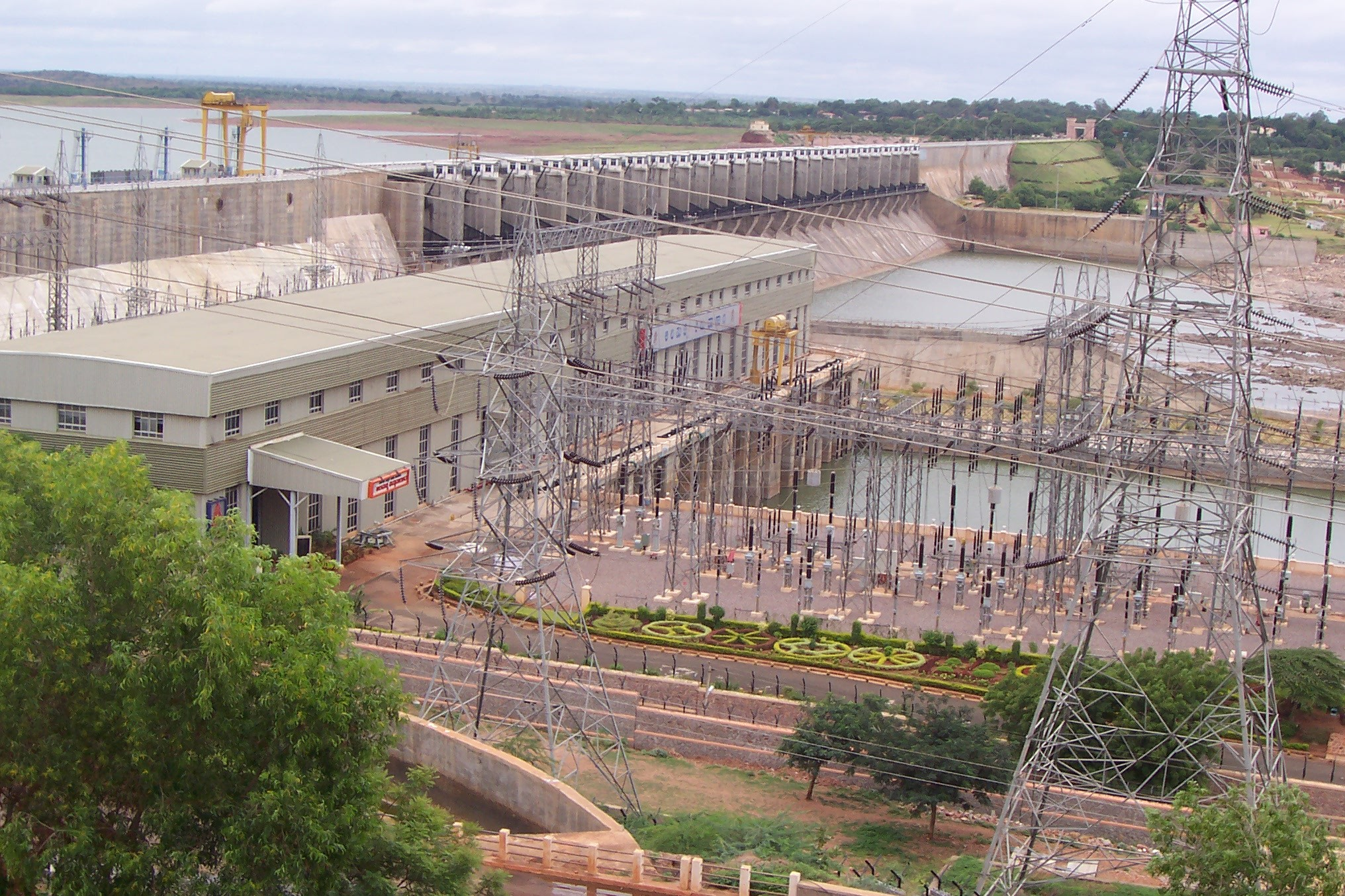
le barrage hydroélectrique sur la retenue d'Alamtti.

Dans l'Histoire, la ville de Bijapur au Xe siècle par Tailapa II, après la chute de l'empire  Rashtrakuta, la région devint indépendante et fonda l'empire Khaldjî. La ville de Bijapur devenant alors Vijayapura, la cité de la victoire.  
La région passait sous domination du sultanat Bahmani de Gulbarna, la cité de Vijayapura devint alors Bijapur ou Vijapur.
Le sultan Yousouf Adil Shah créa l'état indépendant du Bijapur qui va le rester jusqu'à la conquête Moghol de Aurangzeb en 1686 .  L'empire Marathe conquit cette région en 1760. Après la troisième guerre marathe, la Compagnie des Indes en prit possession pour l'inclure dans l'État princier de Satara. 
Au moment du Raj britannique, le district faisait partie de la Présidence de Bombay, avec la décolonisation, en 1948, il est rattaché à l’État de Bombay, puis en 1956 avec la réorganisation du sud de l'Inde il devint un district du Karnataka. En 1997 le district de Bagalkot fut créé à partir de taluks du district de Bajipur.

## Administration
Le district est subdivisé en cinq taluks, celui de Bijapur, celui de Basavana Bagewadi, celui de Sindagi, celui d'Indi ainsi que celui de Muddebihal. 
. Les villes principales sont Basavana Bagevadi, Bijapur, Indi, Muddebihal, Sindagi et Talikota.

## Tourisme
Un ensemble d'arbres remarquables font la fierté de la région : un Tamarinier de presque 900 ans au village de Devarahipparagi, un Baobab dans le taluk de Bijapur de 600 et un autre de 360 ans, un ficus de 400 ans.

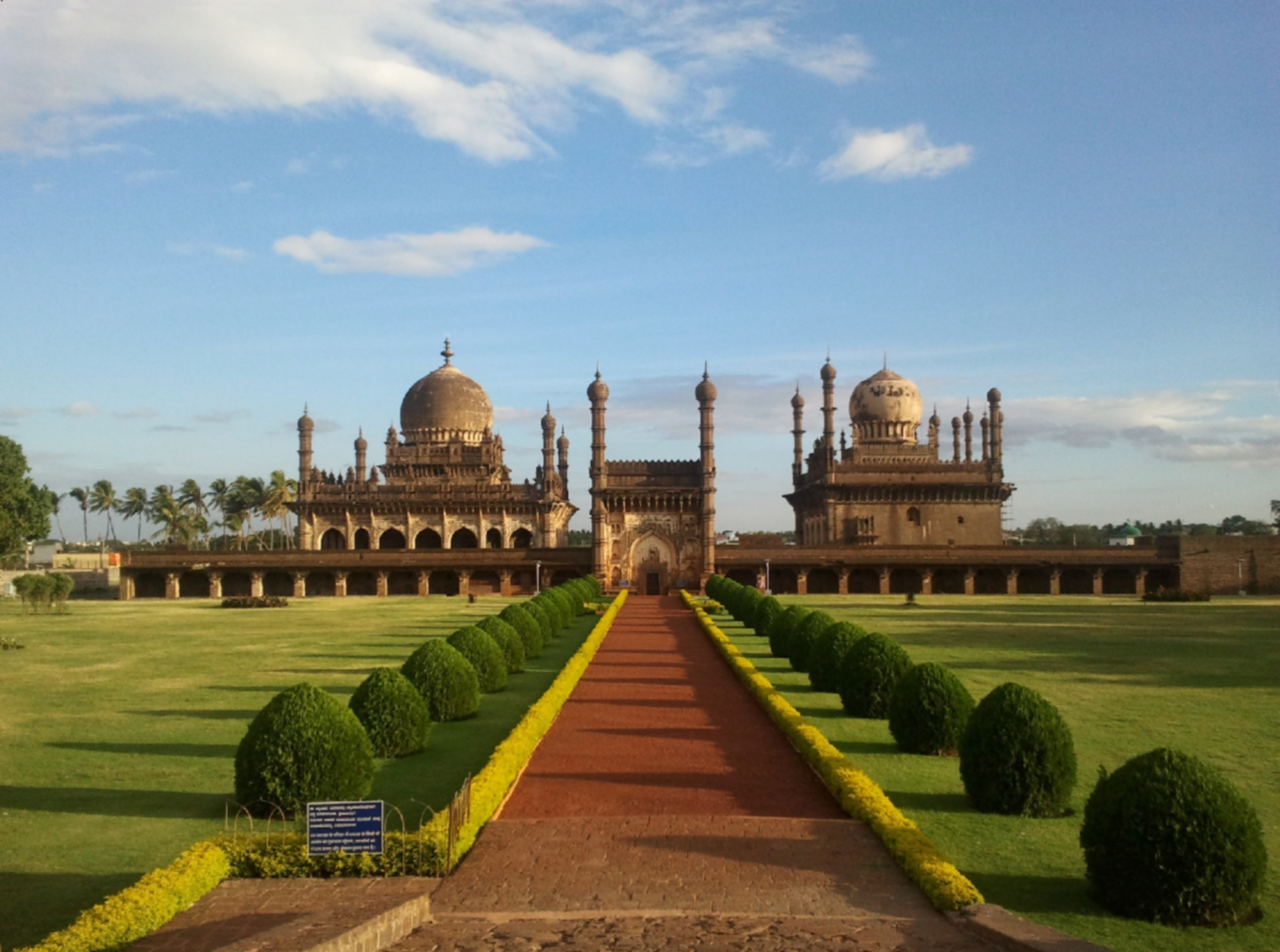
Tombe d'Ibrahim Adil Shah II à Bijapur, monument classé.
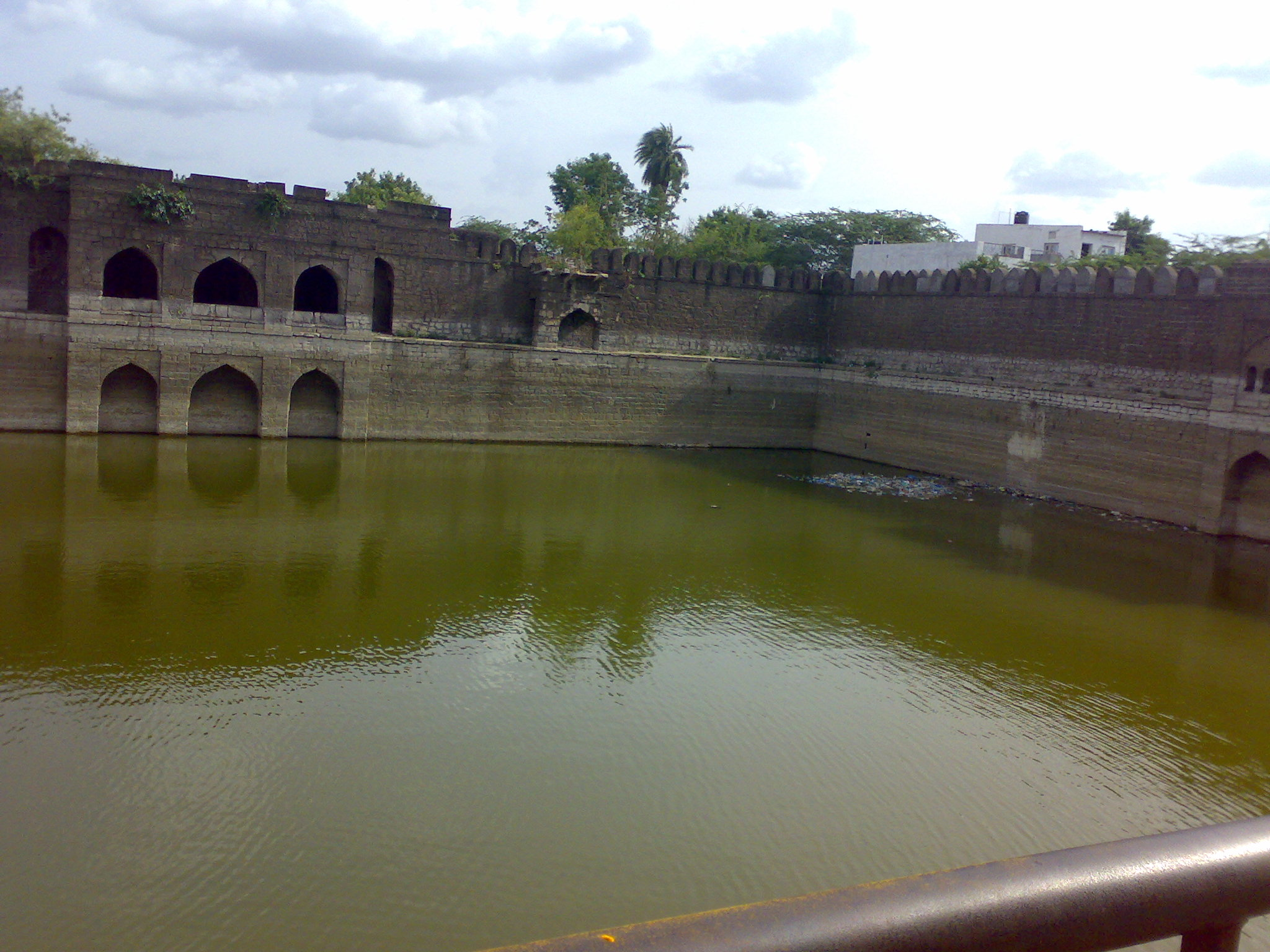
Photographie du fort de Bijapur.
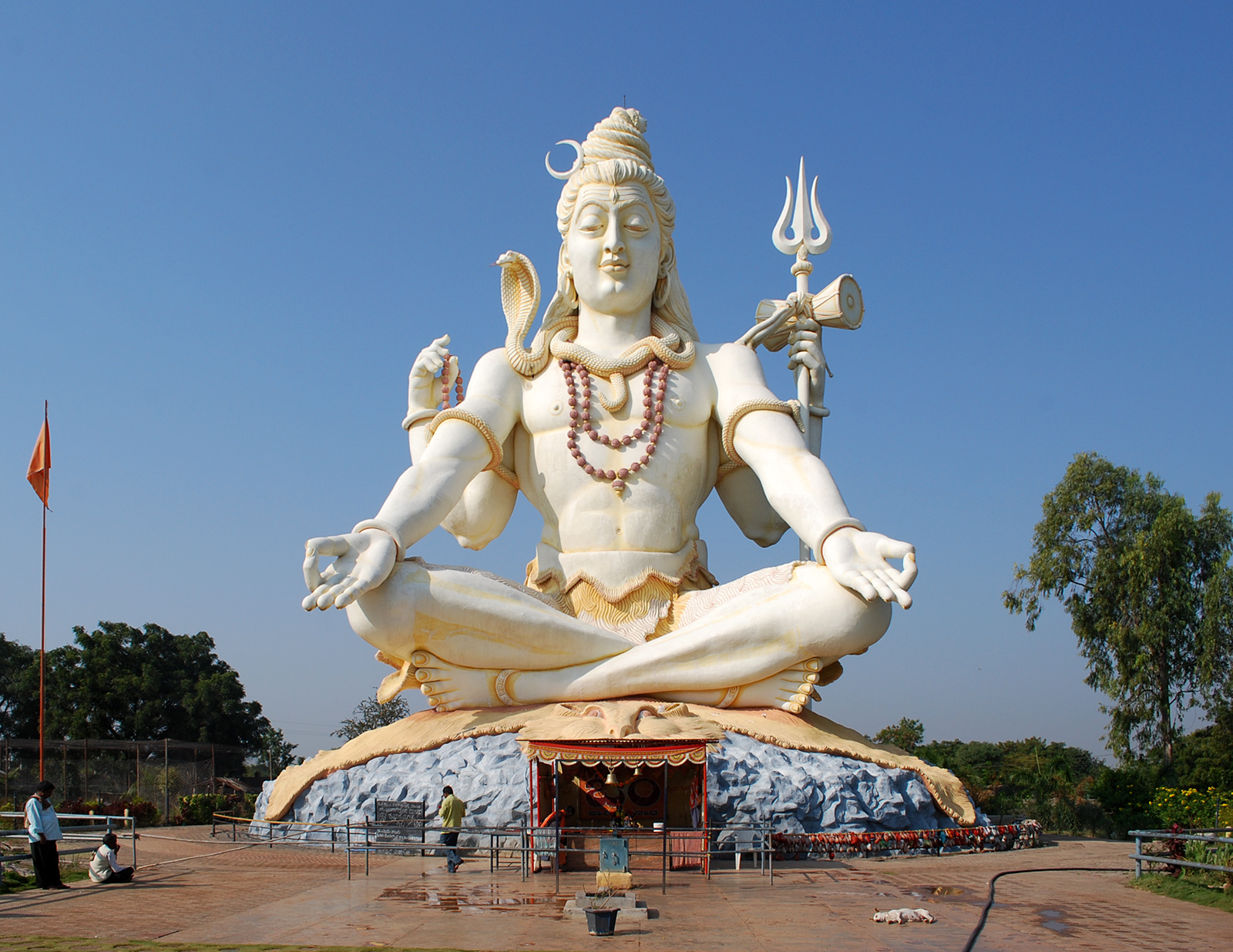
Temple de Shiva à Bijapur.
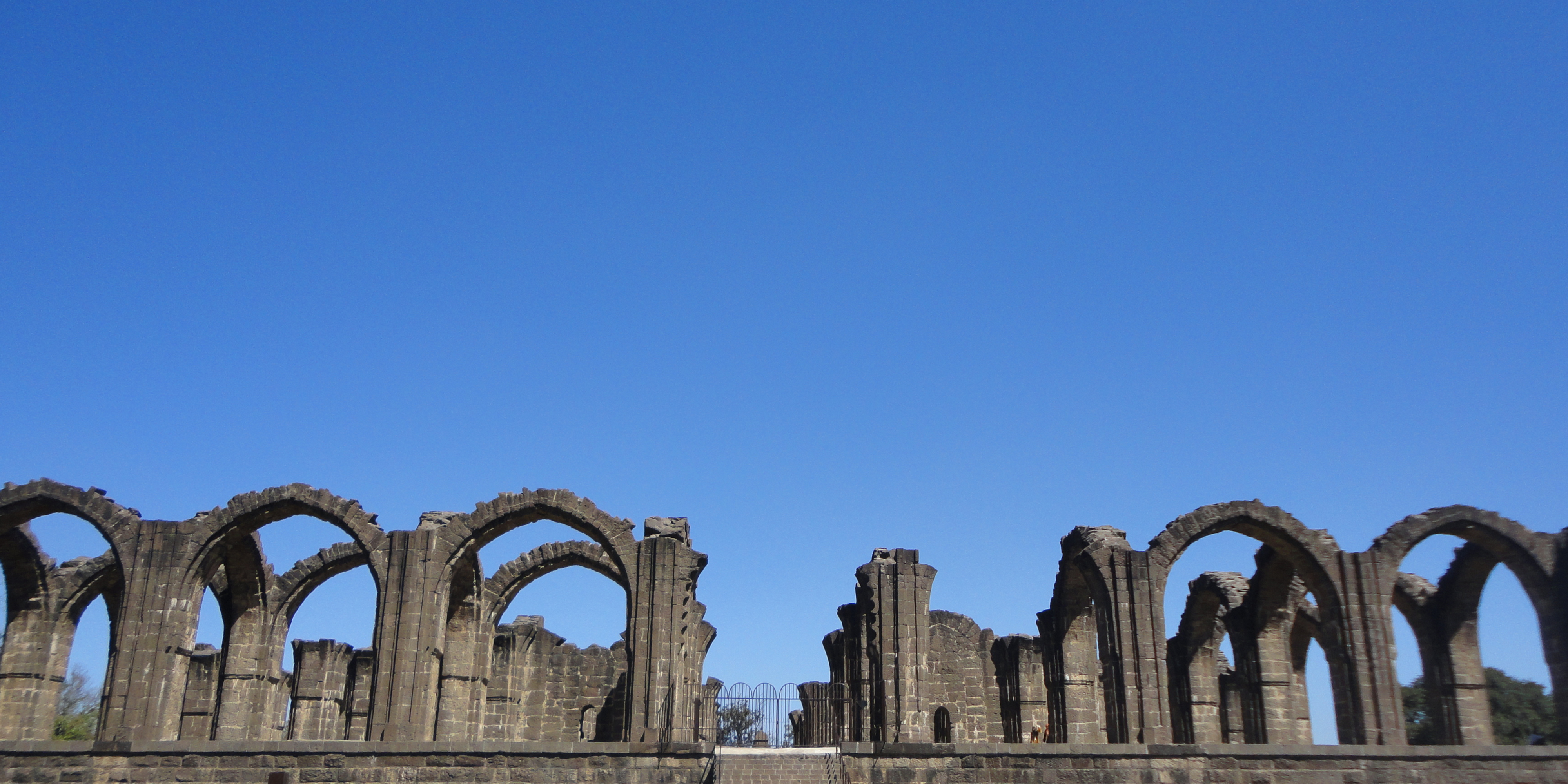
Mausolée d'Ali Roza construit en 1672, monument classé.

Le fort de Bijapur, une statue de Shiva de 25 mètres, Pashaouanath Basadi, le serpent au 1000 têtes sculptée dans une pierre noire ayant renommée d'être une pierre extra-terrestre. Le temple de Gollaleshouar Dev à Golageri, la fête de Ligayat à  Basavana Bagevadi.